# Harry Davis (basket-ball)
Pour les articles homonymes, voir Harry Davis et Davis.
Harry A. Davis   est un ancien joueur de basket-ball américain né le 27 janvier 1956 à Cleveland dans l'Ohio.

## Biographie
Jouant au poste d'ailier fort, il a joué une saison complète en NBA aux Cavaliers de Cleveland disputant 40 matchs (9,6 minutes par match) et marquant 162 points (4,1 par match)  et 4 matchs la saison suivante avec les Spurs de San Antonio après avoir signé un 10-day contract.
Davis a joué dans le Continental Basketball Association  jusqu'en 1985, notamment pour les Atlantic City Hi-Rollers où il a terminé parmi les meilleurs marqueurs de la ligue en 1981 et 1982. Davis a aussi joué en Europe.
Davis a été intronisé au Temple de la Floride State University sportive de la renommée en 1998.